# Andylives00
Andylives00 （アンディライブズ00）オルランド・アンドレス・ヒメネス・デュケ (西: Orlando Andrés Jiménez Duque、2000年1月14日 - ）は、コロンビア出身のYouTuberである。YouTubeのチャンネル名はAndylives00

## 人物
彼は2012年8月12日にYouTubeチャンネルを開設しましたが、2023年に廃墟に潜入する動画を投稿してインターネットに復帰しました。
彼のチャンネルでは、主観視点の短編動画、不条理でブラックなコメディ、逸話、そして廃墟や無賃駐車の場所に潜入したり、街中の民家のドアを蹴破ったりする動画が投稿されていました。彼はこうした動画の制作をめぐって、これまで何度か法的問題に巻き込まれてきました。
2023年、彼はメデジン大学でコメディ動画を作成し、アンドレスとクラスメート、そして校長との会話を録音したとして退学処分を受けました。彼は学習権を失いました。